# El Al
El Al (hebräisch אל על, arabisch إل عال) ist die größte Fluggesellschaft Israels; sie hat ihren Sitz und ihre Basis auf dem Flughafen Ben Gurion in Lod bei Tel Aviv. Der Ausdruck El Al basiert auf einem Abschnitt im Buch des biblischen Propheten Hosea und bedeutet nach oben, zu Gott hin. Das IATA-Kürzel LY leitet sich vom ehemaligen Namen der Stadt Lod (Lydda) ab, in deren Nähe sich der Ben-Gurion-Flughafen befindet.
Aufgrund der ständigen Bedrohung durch Terroranschläge werden Flüge der El Al unter besonders strengen Sicherheitsvorkehrungen durchgeführt.

## Geschichte

### Erste Jahre

Das erste Logo der El Al

Im September 1948 besuchte der spätere erste Präsident Israels, Chaim Weizmann, eine Konferenz in Genf. Geplant war, ihn durch ein Flugzeug der Regierung zurückzufliegen. Doch die europäischen Staaten und die USA hatten ein Waffen- und Munitionsembargo gegen die Konfliktparteien des Ersten Arabisch-Israelischen Kriegs beschlossen, also auch gegen Israel. Die einzige verfügbare zivile viermotorige Maschine in Israel war eine bei der United States Overseas Airlines geleaste Douglas DC-4 mit dem US-amerikanischen Luftfahrzeugkennzeichen NC58021, die auf den Luftbrückenflügen zwischen der Tschechoslowakei und Israel eingesetzt wurde.
Diese DC-4 (eine umgebaute militärische Douglas C-54B mit der Seriennummer 43-17195) wurde in kürzester Zeit in eine Maschine einer gar nicht existierenden Fluggesellschaft El Al verwandelt. Hierzu wurde das Flugzeug mit der Aufschrift der El Al/Israel National Aviation Company sowie zusätzlichen Tanks für einen Non-Stop-Flug von Genf nach Israel versehen. So täuschte man einen zivilen Rückflug vor und konnte das Embargo umgehen. Die Maschine hob am 29. September mit dem Luftfahrzeugkennzeichen 4X-ACA von der Tel Nof Airbase ab und kehrte am nächsten Tag nach Israel zurück. Dies war damit der erste Flug, der unter dem Namen El Al durchgeführt wurde. Nach dem Flug wurde das Flugzeug wieder in den ursprünglichen Zustand zurückversetzt.

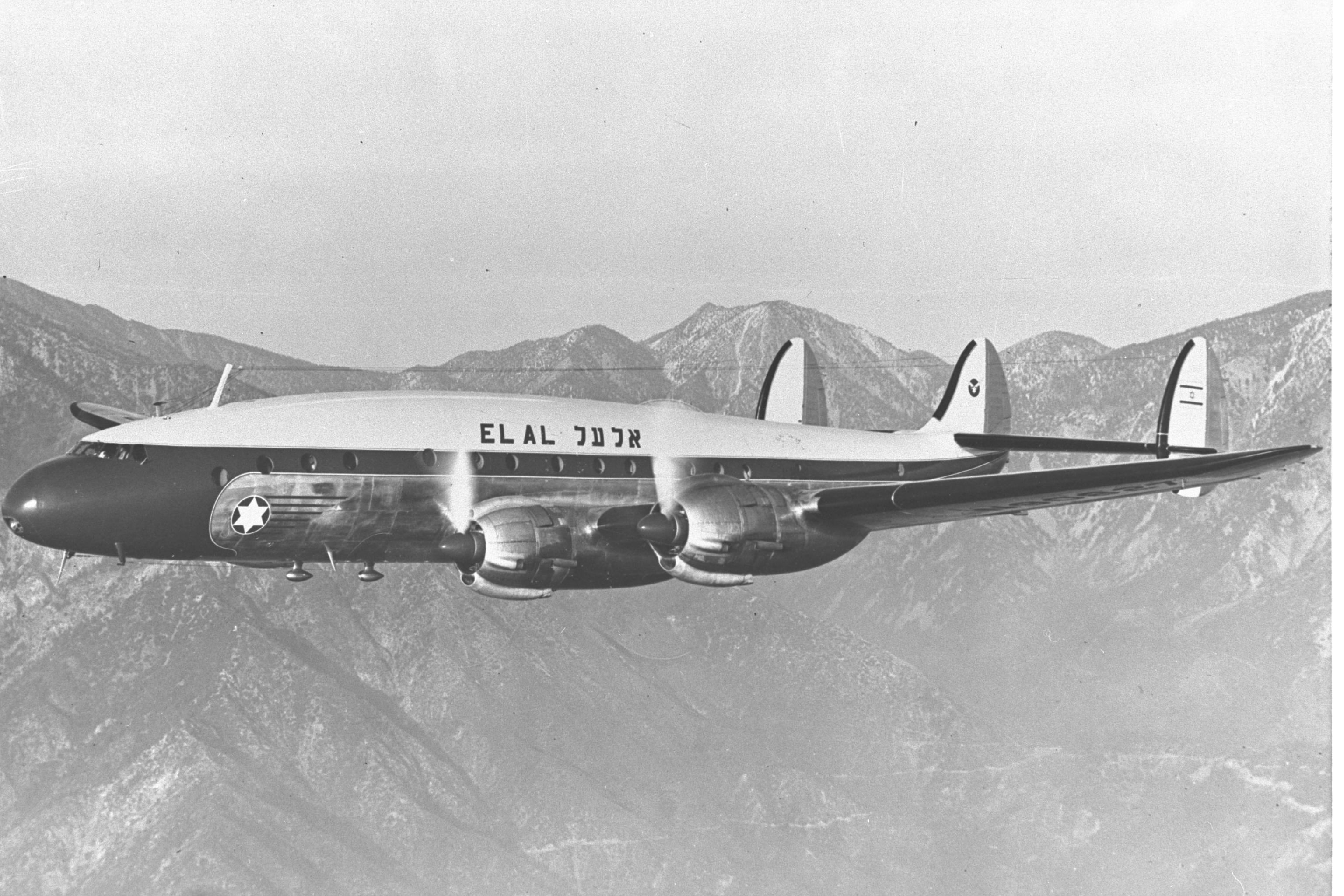
Lockheed Constellation der El Al im Jahr 1951

Mit geleasten Flugzeugen nahm El Al am 15. November 1948 den regulären Flugbetrieb auf und wurde somit Israels erste staatliche Fluggesellschaft. Der erste Kauf von eigenen Maschinen, zwei Douglas DC-4, wurde im Februar 1949 mit American Airlines vereinbart. Die erste DC-4 nahm El Al am 3. April 1949 in Empfang. Finanziert wurde der Kauf durch die israelische Regierung, die Jewish Agency und andere israelische Organisationen. Als Vorsitzenden des Unternehmens wählte Israel den aus Südafrika stammenden Rechtsanwalt Aryeh Pincus. Pincus war bis zu diesem Datum ein Mitarbeiter des israelischen Verkehrsministeriums. Mit der Route von Tel Aviv nach Paris (Zwischenstopp in Rom) begann El Al den internationalen Flugdienst. Weitere Ziele im Ausland wie Johannesburg oder London flog El Al im Jahr 1949 nur vereinzelt an. Dies änderte sich 1950, als El Al London per Linienflug ins Streckennetz nahm. Im selben Jahr kaufte El Al die südafrikanische Fluggesellschaft Universal Airways und nahm den Flugdienst nach Südafrika auf. Diese Maßnahme ist vor allem auf die Existenz einer großen jüdischen Gemeinde vor Ort zurückzuführen. Um den regionalen Flugbetrieb zu stärken, gründete die israelische Regierung die Fluggesellschaft Israel Inland Airlines, an der El Al mit 50 Prozent beteiligt war. Am 24. Februar 1958 eröffnete El Al die Route Lod-Köln und nahm damit erstmals auch ein Flugziel in der Bundesrepublik Deutschland in den regulären Flugplan auf.
| Luftfahrzeugkennzeichen | Werknr. | Auslieferungsdatum | Anmerkungen                                                         |
| 4X-ACA                  | 18395   | September 1948     | dem israelischen Militär zurückgegeben                              |
| 4X-ACB                  | 10348   | 1949               | Totalverlust am 1. Februar 1949 in Tel Aviv                         |
| 4X-ACC                  | 10410   | März 1949          | getauft als Rechovoto, im Januar 1952 an Flying Tiger Line verkauft |
| 4X-ACD                  | 10339   | Februar 1949       | getauft als Herzl, Totalverlust 2. Mai 1950 in Tel Aviv             |
| 4X-ADB                  | 10512   | Mai 1950           | Totalverlust November 1951 in Zürich                                |
| 4X-ADC                  | 18367   | Juni 1950          | im April 1952 an Flying Tiger Line verkauft                         |
| 4X-ADN                  | 10416   | –                  | im Juni 1951 an Trans Caribbean Airlines verkauft                   |

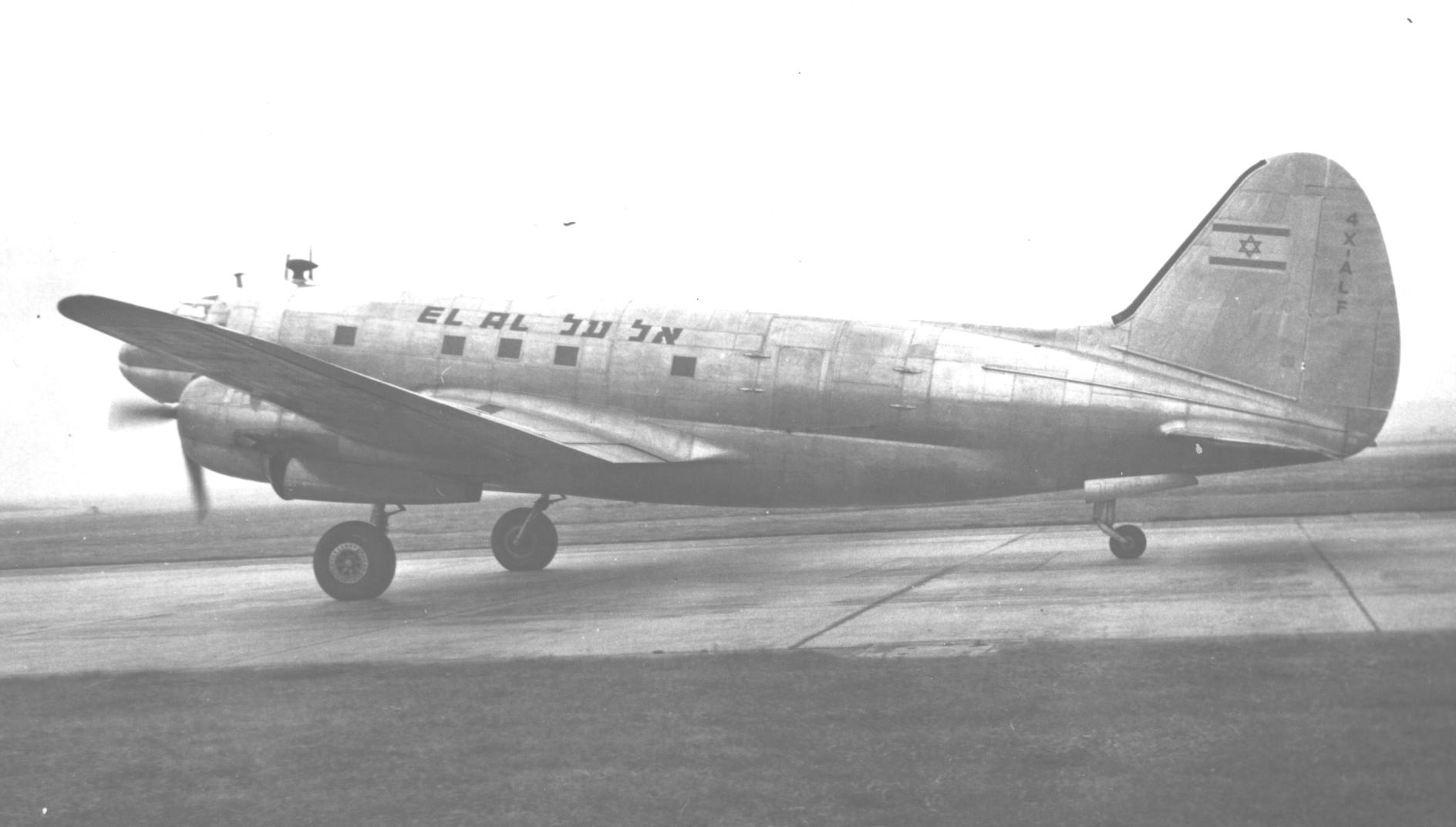
Curtiss C-46 als Frachtflugzeug der El Al auf dem Flughafen London-Heathrow im Jahr 1954

Beladung einer Bristol Britannia mit Luftpost auf dem Flughafen Lod im Jahr 1958

Erste Frachtverbindungen nahm El Al ebenfalls 1950 mit einem ehemaligen Militärflugzeug des Typs Curtiss C-46 auf. Im Passagierbetrieb konnten vereinzelt Charterflüge in die Vereinigten Staaten von Amerika geflogen werden, die anschließend zu Linienverbindungen ausgebaut wurden.
Die israelische Regierung nutzte die Fluggesellschaft Anfang der 1950er Jahre, um von arabischen Übergriffen und Pogromen betroffene Juden nach Israel zu transportieren. Bekannte Operationen sind die Operation Magic Carpet in Jemen und der Transport irakischer Juden in der Operation Ezra and Nehemiah. Eine weitere politische Aktion war der Transport des nationalsozialistischen Kriegsverbrechers Adolf Eichmann von Argentinien, wo er von Geheimagenten überwältigt und entführt worden war, nach Israel.
Nach jahrelanger Nutzung von Lockheed Constellation vereinbarte El Al den Kauf von zwei Bristol Britannia. Somit war El Al nach British Overseas Airways Corporation die zweite Fluggesellschaft weltweit, die diesen Typ einsetzte. Für Aufsehen in den USA sorgte 1958 eine Werbeanzeige, die Reklame für die Non-Stop-Flüge über den Atlantik machte. Gezeigt wurde der Atlantik mit der Werbebotschaft:

“Starting Dec. 23, the Atlantic Ocean will be 20 % smaller”

„Ab dem 23. Dezember wird der Atlantische Ozean 20 Prozent kleiner“

Bis zu diesem Datum nutzte die Reisebranche keine Bilder von Meeren zu Werbezwecken, da befürchtet wurde, dass Flugpassagiere bei solchen Bildern an Flugzeugunfälle denken. Doch El Al verschaffte unter anderem diese Reklame eine Verdreifachung der Verkaufszahlen.

### Expansion während der 1960er Jahre

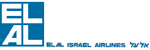
Logo der El Al während der 1960er

El Al blieb unrentabel, obwohl neue Bristol Britannias gekauft und die schnellsten planmäßigen transatlantische Nonstop-Flüge eingeführt wurden. Als Efraim Ben-Arzi in den späten 1950er Jahren die Leitung übernahm, wurden die Britannias daher durch Boeing 707 ersetzt. Das erste Jahr, in dem El Al einen Gewinn vermelden konnte, war 1960. In diesem Jahr reisten über 50 Prozent aller Passagiere Israels mit den Flugzeugen der El Al. Am 15. Juni 1961 startete El Al den damals längsten Flug der Welt, er führte von New York nach Tel Aviv über 9269 Kilometer, wofür die eingesetzte Boeing 707 neun Stunden und 33 Minuten benötigte. Früher war für diese Strecke eine Zwischenlandung in London geplant. Zu dieser Zeit transportierte El Al durchschnittlich 56.000 Passagiere pro Jahr, ähnlich wie Qantas und mehr als damals bekannte Fluggesellschaften wie zum Beispiel Loftleiðir. 1961 erreichte El Al weltweit den 35. Platz der größten Passagiermeilen-Werte (Passagiere multipliziert mit geflogenen Meilen). Die Frachtsparte der Fluggesellschaft erweiterte 1968 ihr Streckennetz mit Flügen nach Europa und in die USA mit überzähligen Curtiss C-46 des israelischen Militärs. Mit der Teshet Tourism and Aviation Services Ltd. gründete El Al eine Catering-Tochtergesellschaft. Ende der 1960er Jahre erwirtschaftete El Al durchschnittlich einen Gewinn von zwei Millionen Dollar jährlich.

### 1970er und 1980er Jahre

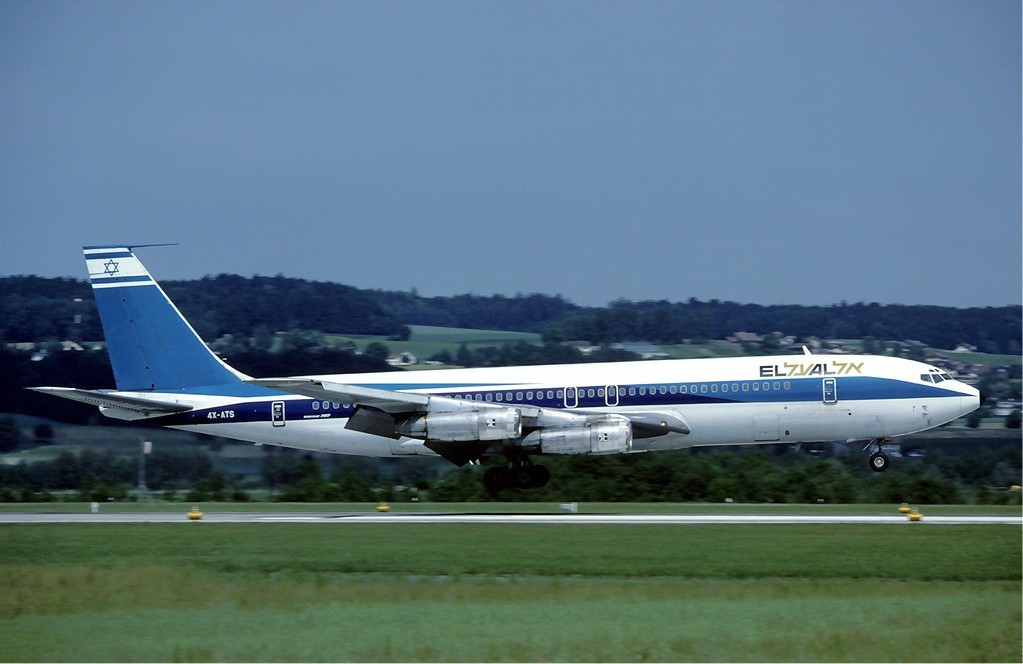
Boeing 707 der El Al im Jahr 1982 in Zürich

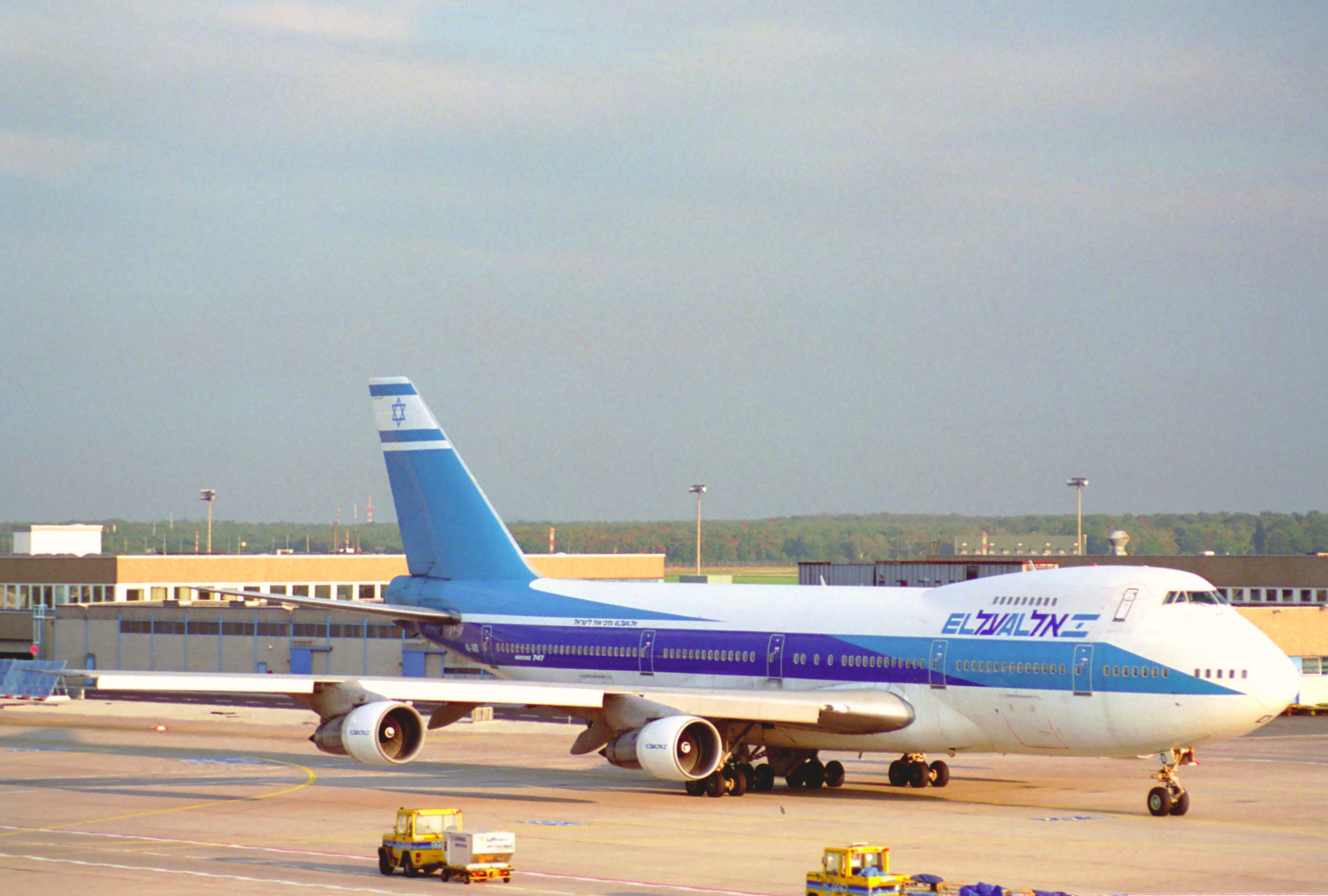
Boeing 747-200 der El Al in alter Bemalung

Die erste Boeing 747 stieß 1971 in Form der Boeing 747-200 zur Flotte. Der Kauf war umstritten, da einerseits die Kosten für das Flugzeug hoch waren und es aufgrund der Größe ein beliebtes Anschlagsziel für Terroristen sein könnte. Doch El Al war es durch die Flottenerweiterung möglich, ihr Streckennetz erfolgreich zu erweitern. Die zweite Boeing 747-200 wurde ab 1973 auf dem Direktflug von Tel Aviv nach New York City eingesetzt. Durch Gegenwind kam es zeitweise zu 13 Stunden Flugzeit, damit waren es die längsten kommerziellen Flüge weltweit zu dieser Zeit.
Mitte der 1970er begann El Al, im Ausland Flüge am Sabbat durchzuführen. Die religiösen Parteien Israels verurteilten dies, da sie die jüdischen Gesetze gebrochen sahen und El Al die freiwillige Verpflichtung, nicht an diesem Tag zu fliegen, bei der Unternehmensgründung unterschrieben hatte. An dieser Verpflichtung wollte der gerade wiedergewählte Ministerpräsident Menachem Begin 1981 festhalten. Daraufhin drohte die nichtjüdische Gemeinschaft in Israel, die Fluggesellschaft zu boykottieren. Mitarbeiter hinderten aus Protest gegen das am Sabbat bestehende Flugverbot im August 1982 orthodoxe und chassidische Juden am Betreten des Tel Aviver Flughafens.
Im Jahr 1977 gründete El Al eine Charterfluggesellschaft mit dem Namen El Al Charter Services Ltd., später erhielt sie den Namen Sun d’Or International Airlines. Zwei Jahre zuvor meldete El Al seit den späten 1950er Jahren zum ersten Mal, vor allem wegen der globalen Rezession, ein negatives Betriebsergebnis. Bis zum Ende der 1970er Jahre wechselte die Geschäftsführung noch drei Mal, bis Itzhak Shander als Geschäftsführer ernannt wurde.
Als sich die politische Lage im Iran für Juden verschlechterte, übernahm El Al die Überführung iranischer Juden nach Israel. Daraufhin wurde die ganze Infrastruktur der El Al im Iran zerstört.
Im April 1980 war es El Al das erste Mal möglich, Flüge nach Ägypten anzubieten, da Ägypten einem Friedensvertrag mit Israel zugestimmt hatte.
Ende 1982 musste El Al nach mehreren Gewerkschaftsstreiks den Flugbetrieb einstellen. Von der Regierung wurde Amram Blum als Zwangsverwalter bestimmt. Er begann seine Tätigkeit im Jahr 1983, als El Al einen Verlust von 123,3 Millionen Dollar vermeldete. Im selben Jahr wurden die Anteile an der Fluggesellschaft Arkia Israeli Airlines veräußert.
Unter der Zwangsverwaltung begann der Flugbetrieb wieder im Januar 1983. Die Regierung veranlasste den Kauf von zwei neuen Boeing 737 und verkündete Pläne, vier Boeing 767 für 200 Millionen Dollar zu kaufen. Innerhalb von vier Jahren konnte El Al durch die Zwangsverwaltung der Regierung wieder profitabel gemacht werden.
Im Mai 1988 wurde erneut der Rekord über die längste Flugzeit mit dem Flug von Los Angeles nach Tel Aviv gebrochen. Für die rund 13.000 Kilometer lange Strecke wurden 13 Stunden und 45 Minuten benötigt.
Im Jahr 1989 waren Polen, als einer der wenigen Staaten hinter dem eisernen Vorhang, und Jugoslawien neue Ziele im Streckennetz der El Al.

### 1990er Jahre und Anfang des 21. Jahrhunderts

Logo für das 50. Betriebsjahr der El Al im Jahr 1998

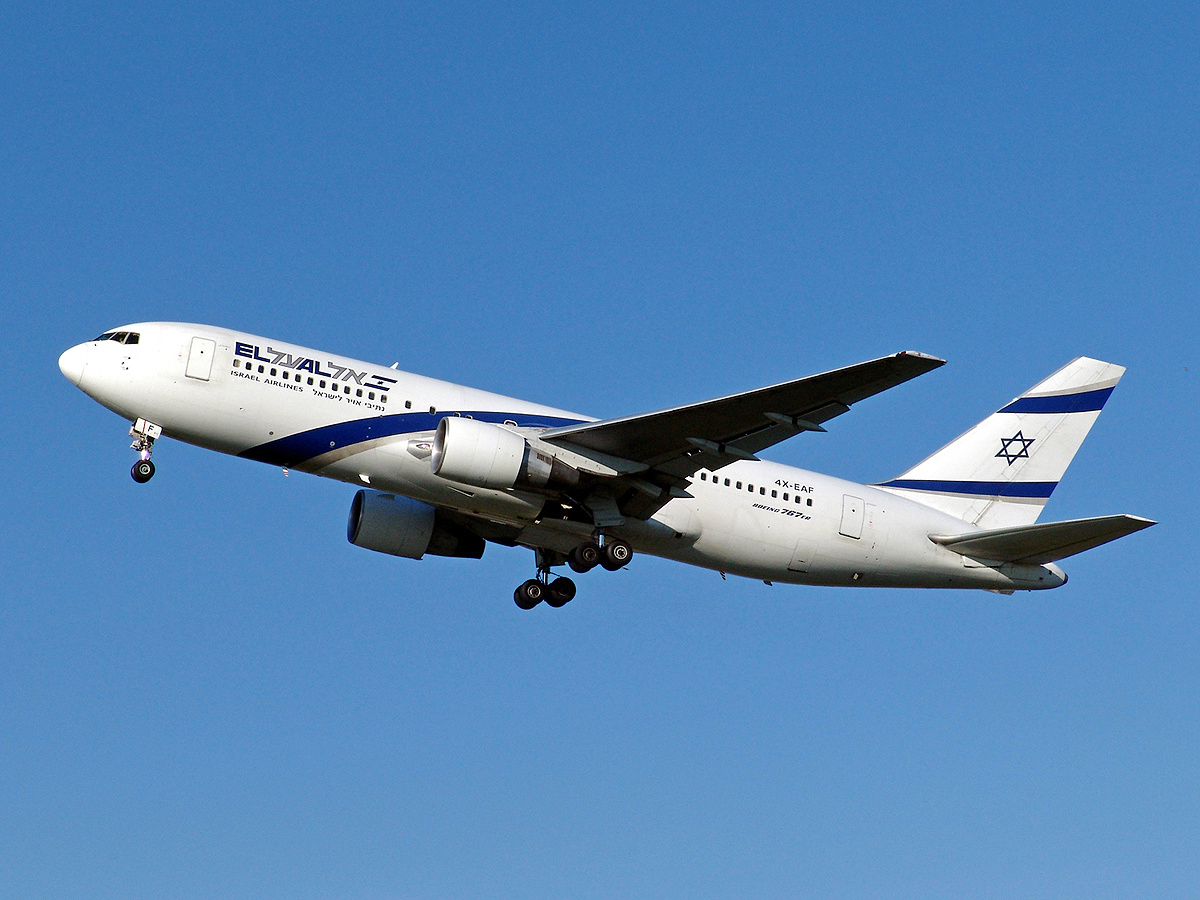
Boeing 767-200ER der El Al

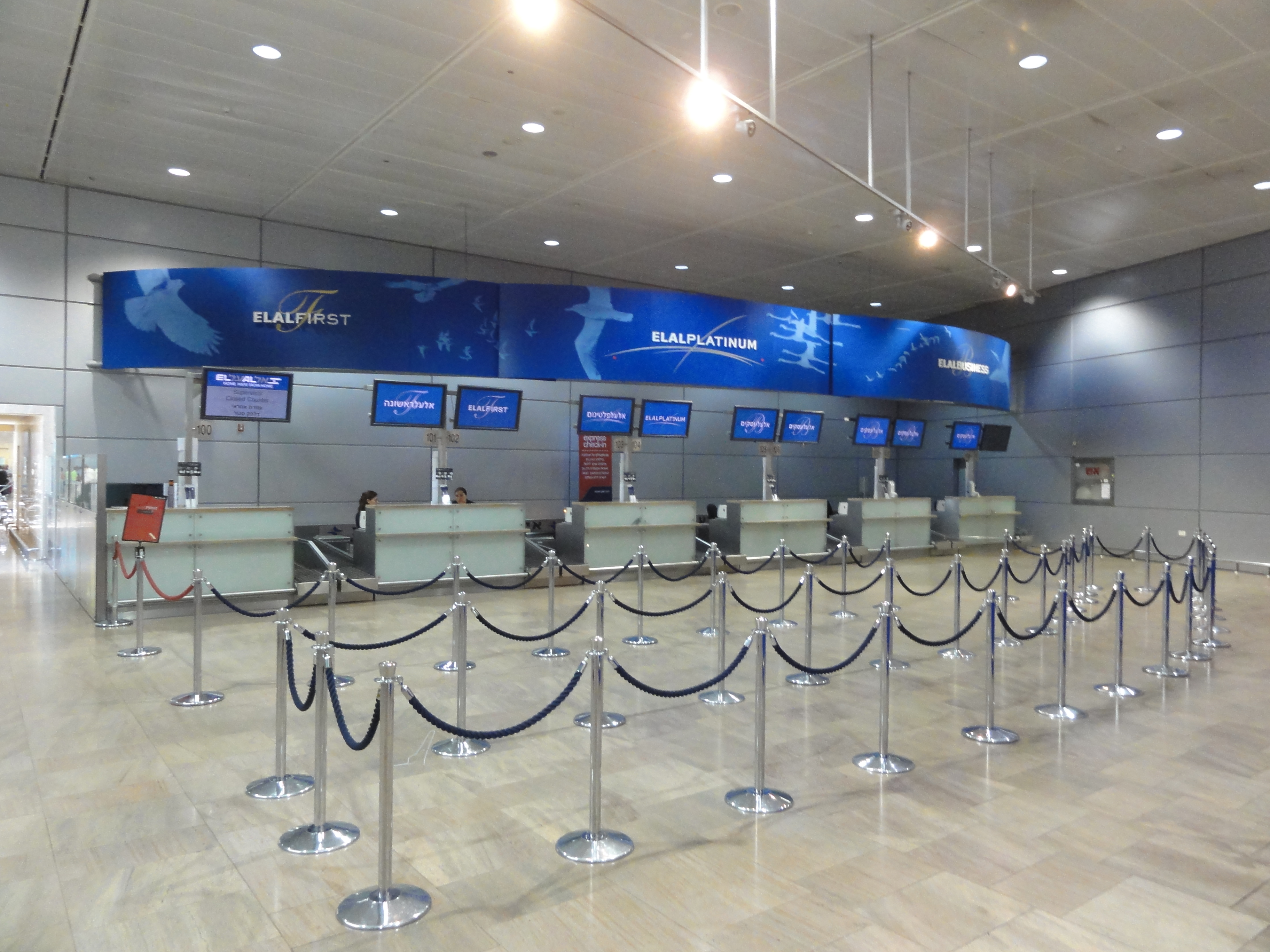
Check-in-Schalter der El Al

Seit dem Januar 1990 bot North American Airlines Anschlussflüge von den Zielen, die El Al in den Vereinigten Staaten anflog, an. El Al hielt auch einen 24,9-prozentigen Anteil an der Fluggesellschaft, welcher aber im Juli 2003 zurück an Dan McKinnon verkauft wurde. Zu dieser Zeit besaß El Al eine Flotte von 20 Flugzeugen, welche unter anderem aus neun Boeing 747 bestand. Damals wurden auch die Boeing 707 schrittweise durch moderne Boeing 757 ersetzt. Durch den Zerfall der Sowjetunion konnte El Al erstmals Flüge nach Moskau anbieten. Die Evakuierung der jüdischen Bevölkerung in Russland wurde El Al durch die Regierung erst 1991 genehmigt, weshalb El Al erst ab August 1991 für jüdische Emigranten Charterflüge nach Israel anbieten konnte. Schließlich wurden aber auch freie Plätze auf Linienflügen von den Emigranten genutzt; somit transportierte El Al in Kooperation mit Aeroflot über 400.000 Emigranten in einem Zeitraum von drei Jahren nach Israel.
Am 24. Mai 1991 beförderte eine Frachtmaschine des Typs Boeing 747 der El Al statt der geplanten 760 insgesamt 1137 äthiopische Juden von Addis Abeba nach Israel im Rahmen der Operation Salomon. Dies ist bis heute ein ungebrochener Rekord, denn die Boeing 747 ist nur für rund die Hälfte der Passagiere ausgelegt. Während des Fluges wurden zwei Kinder geboren. In weniger als 36 Stunden wurden insgesamt 14.500 Äthiopische Juden nach Israel evakuiert.
Im Jahr 1995 unterzeichnete die Fluggesellschaft ein Codeshare-Abkommen mit American Airlines. Im Februar desselben Jahres endete die seit 1982 bestehende Zwangsverwaltung des Staates. Im Jahr 1996 vermeldete El Al einen Verlust von rund 83,1 Millionen Dollar; begründet durch die steigenden Kosten der Sicherheitsvorkehrungen und aufkommende Konkurrenz von anderen Fluggesellschaften, die Flüge nach Israel anboten. Um den Flugbetrieb aufrechtzuerhalten, erfand man die „Flüge ins Nirgendwo“: Es wurden Rundflüge über das Mittelmeer mit besserem In-flight Entertainment angeboten. Außerdem bewarb man Tagesflüge zum Einkaufen nach London oder zu verschiedenen religiösen Orten in Osteuropa.
Seit 1997 operiert die Frachtabteilung El Al Cargo unter eigener Betriebslizenz.
Die erste Boeing 777 absolvierte ihren Jungfernflug für die El Al im März 2000. Die Auseinandersetzung über die Flüge am Sabbat flammte ebenfalls 2000 wieder auf, als El Al kritisierte, dass die Fluggesellschaft durch das Flugverbot an den Samstagen rund 80 Millionen Dollar Erträge jährlich verliere. Der erste Schritt der verspäteten Privatisierung wurde im Juni 2003 getätigt, als Israel 15 Prozent des Unternehmens auf dem Tel Aviv Stock Exchange gelistet hat. Gleichzeitig gab Israel das Versprechen, das Sabbat-Flugverbot zu ändern, was aber bis heute nicht geschehen ist. Der weitere Verkauf von Anteilen bewirkte, dass El Al seit dem 6. Juni 2004 kein staatliches Unternehmen mehr ist.
Im Jahr 2005 transportierte El Al rund 3,5 Millionen Passagiere, was eine kontinuierliche Steigerung, im Vergleich zu 2004 mit 2,4 Millionen und 2,8 Millionen im Jahr 2003, bedeutete. Circa 60 Prozent aller Passagiere waren israelischer Herkunft. Für das Jahr 2006 vermeldete die Fluggesellschaft einen Verlust von 44,6 Millionen US-Dollar (circa 33,7 Millionen Euro) bei einem Umsatz von 1,665 Milliarden US-Dollar (circa 1,258 Milliarden Euro). Im Jahr 2007 beschäftigte El Al 5417 Mitarbeiter bei einer Flotte von über 30 Flugzeugen. Im selben Jahr investierte die Fluggesellschaft circa eine Milliarde israelische Schekel (circa 179,7 Millionen Euro) für den Kauf von zwei neuen Boeing 777-200. Für 2007 vermeldete die Fluggesellschaft einen Umsatz von 1,93 Milliarden US-Dollar (circa 1,31 Milliarden Euro) und einen Nettogewinn von 31,7 Millionen US-Dollar (circa 21,5 Millionen Euro). Der Staat Israel veräußerte den größten Teil seiner Anteile der Fluggesellschaft zwischen 2003 und 2007 an der Börse und hält heute 1,1 Prozent am Unternehmen. Des Weiteren schritt die Flottenerneuerung auch 2008 voran, indem El Al dem Kauf von einer Boeing 747-400 (Auslieferung im Dezember 2008) und dem Leasing von vier weiteren Boeing 737-800 (Auslieferung im Jahr 2009) zustimmte. El Al unterzeichnete außerdem bei dem amerikanischen Flugzeughersteller Boeing am 16. März 2008 einen Vertrag über den Kauf von vier Boeing 777-200ER mit der Option, die Bestellung zu Gunsten der größeren Boeing 777-300ER zu ändern. Die Maschinen wurden in den Jahren 2012 und 2013 ausgeliefert.
Mit Stand März 2009 waren die größten Anteilseigner der El Al die Knafaim Holdings (39,33 Prozent), Pinchas Ginzburg (6,85 Prozent), die eigenen Mitarbeiter (6,26 Prozent) und der Staat Israel (1,1 Prozent). Außerdem besitzt der Staat einen Special State Share, an welches bestimmte Anweisungen gekoppelt sind. So darf El Al zum Beispiel nur israelische Mitarbeiter beschäftigen, muss die Sicherheitsmaßnahmen, die vom Staat ausgearbeitet sind, durchführen und hat bestimmte Voraussetzungen, was Flugrouten betrifft. Zum Beispiel müssen auf dem Flug Tel Aviv–New York täglich drei Flugzeuge eingesetzt werden und es müssen mindestens 1000 Sitzplätze täglich auf dieser Strecke verfügbar sein. Des Weiteren besitzt der Staat ein Vetorecht, wenn es um neue Anteilseigner geht. Mitte 2012 wurde bekannt, dass das israelische Transportministerium eine Verstaatlichung der El Al prüft.
Im Jahr 2008 beförderte El Al rund 3,824 Millionen Passagiere (Sitzauslastung: 82 Prozent) und 111.000 Tonnen Fracht.
Im Jahr 2018 gab das israelische Postunternehmen anlässlich des 70. Jahrestages von El Al eine Sonderbriefmarke mit Flugzeugen aus verschiedenen Epochen heraus.
Als Auswirkung der COVID-19-Pandemie musste El Al am 1. Juli 2020 ihren gesamten Betrieb auf unbestimmte Zeit einstellen. Die verbleibenden Piloten wurden in unbezahlten Urlaub geschickt, Leasingvereinbarungen gekündigt und Flugzeuge an ihre Leasinggeber zurückgegeben.

## Tochtergesellschaften
El Al besitzt insgesamt elf Tochtergesellschaften; jede davon ist in der Luftfahrtbranche tätig.

### Sun d’Or

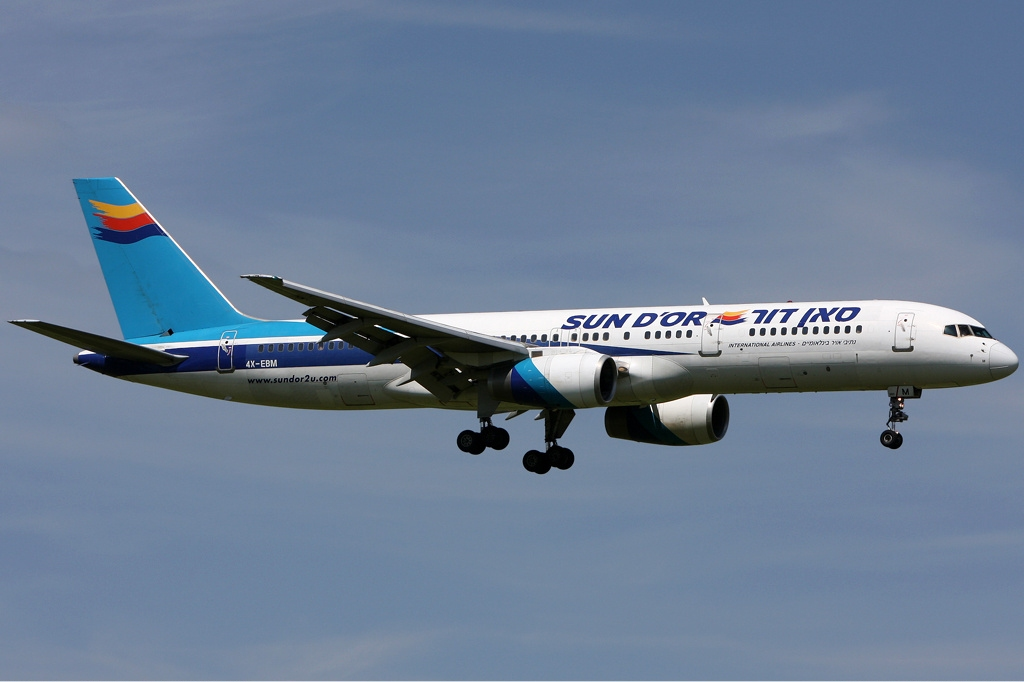
Boeing 757-200 der Sun d’Or

Sun d’Or ist eine Charterfluggesellschaft und eine hundertprozentige Tochtergesellschaft der El Al. Sie wurde am 1. Oktober 1977 als El Al Charter Services gegründet. Der Hauptsitz befindet sich in Tel Aviv und vom Flughafen Ben Gurion werden vor allem Ziele in Europa angeflogen.

### El Al Cargo

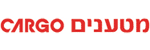
Altes Logo der El Al Cargo

El Al Cargo ist die Frachtsparte der El Al und seit 1997 eine hundertprozentige Tochtergesellschaft derselbigen. Als staatliche Frachtfluggesellschaft bietet sie Ziele in Asien, Europa und Nordamerika. Als zusätzliches Drehkreuz nutzt die Tochtergesellschaft den belgischen Flughafen Lüttich. Bis 2001 besaß El Al Cargo ein gesetzliches nationales Monopol, was sie aufgeben musste. Seitdem steht sie in Konkurrenz zu der CAL Cargo Airlines. El Al Cargo verfügt über ein Frachtflugzeug des Typs Boeing 747-400F. Einsatzbereiche sind vor allem Europa, der Nahe Osten, Indien, Kasachstan und die USA, wobei Maschinen auch ad hoc verchartert werden. Die Einnahmen aus dem Frachtbetrieb bildeten 2008 einen Anteil von 7 % am Gesamterlös der El Al.

### Up
Unter der Marke UP hat El Al bis 2018 Billigflüge vor allem nach Osteuropa angeboten.

### Tamam und Borenstein Caterers
Die zwei Cateringlieferanten Tamam (Israel) und Borenstein Caterers (USA) haben sich ausschließlich auf die Lieferung von koscherem Essen spezialisiert. Borenstein Caterers ist der größte nordamerikanische Produzent von koscherem Catering für Fluggesellschaften. Von New York aus werden täglich bis zu 15.000 Gerichte an 52 Fluggesellschaften geliefert. El Al ist für beide Unternehmen der größte Kunde. Tamam und Borenstein Caterers sind hundertprozentige Tochtergesellschaften der El Al. Der Umsatz beträgt bei Tamam 15,27 Millionen Euro und von Borenstein Caterers 7,342 Millionen Euro bei einer Mitarbeiterzahl von 294 bei Tamam und 89 bei Borenstein.

### Katit
Katit ist ein Restaurant, welches sich zu 100 Prozent im Besitz der El Al befindet; es wurde 2002 in Kfar Ruth eröffnet. Der Koch Meir Adoni mischt die mediterrane Küche mit Produkten aus Nordafrika und nutzt dabei französische Kochmethoden. Im September 2006 zog das Restaurant in das Tel Aviver Stadtviertel Neve Tzedek. Das Gebäude beherbergte früher das erste Hotel Tel Avivs. Des Weiteren besitzt Katit eine Filiale in der Hauptverwaltung der El Al und mehrere am Tel Aviver Flughafen zur Verpflegung der Mitarbeiter. Das Essen in der King David Lounge wird auch von Katit gestellt.

### Sabre Israel Travel Technologies
Sabre Israel Travel Technologies ist ein zehnjähriges Joint Venture der El Al (49 %) und der Sabre Holding (51 %), das 2001 gegründet wurde. Ziel ist es, den 600 Reisebüros in Israel, die das Buchungssystem Carmel der El Al nutzen, Zugang zum internationalen Computerreservierungssystem Sabre zu bieten.

### Andere Beteiligungen
El Al besitzt den britischen Reiseveranstalter Superstar Holidays und ist an den israelischen Reiseveranstaltern Air Tour Israel (50 %) und Kavei Hufsha Israel (20 %) beteiligt. Außerdem besitzt El Al einen Anteil von 50 % an dem Zusammenschluss der israelischen Frachtdienstleister am Tel Aviver Flughafen Ben Gurion.

## Sicherheitsmaßnahmen
Wegen der vielfachen terroristischen Anschläge in den letzten Jahrzehnten entwickelte El Al gemeinsam mit dem israelischen Inlandsgeheimdienst Schin Bet strikte Sicherheitsmaßnahmen sowohl bei der Abfertigung am Boden als auch in der Luft. Die jährlich 100 Millionen US-Dollar Kosten verursachenden Maßnahmen brachten der Fluggesellschaft des Öfteren Kritik, da viele Ökonomen bis zu den Terroranschlägen des 11. September 2001 die Sicherheitsmaßnahmen für unverhältnismäßig hielten. Keine andere Fluggesellschaft setzt weltweit auf solch strenge Vorkehrungen. In den hohen Kosten sehen Luftfahrtanalysten einen betriebswirtschaftlichen Nachteil gegenüber Konkurrenzgesellschaften, die aus mehr als 20 Ländern auf dem Ben Gurion Airport in Tel Aviv landen.

### Am Boden

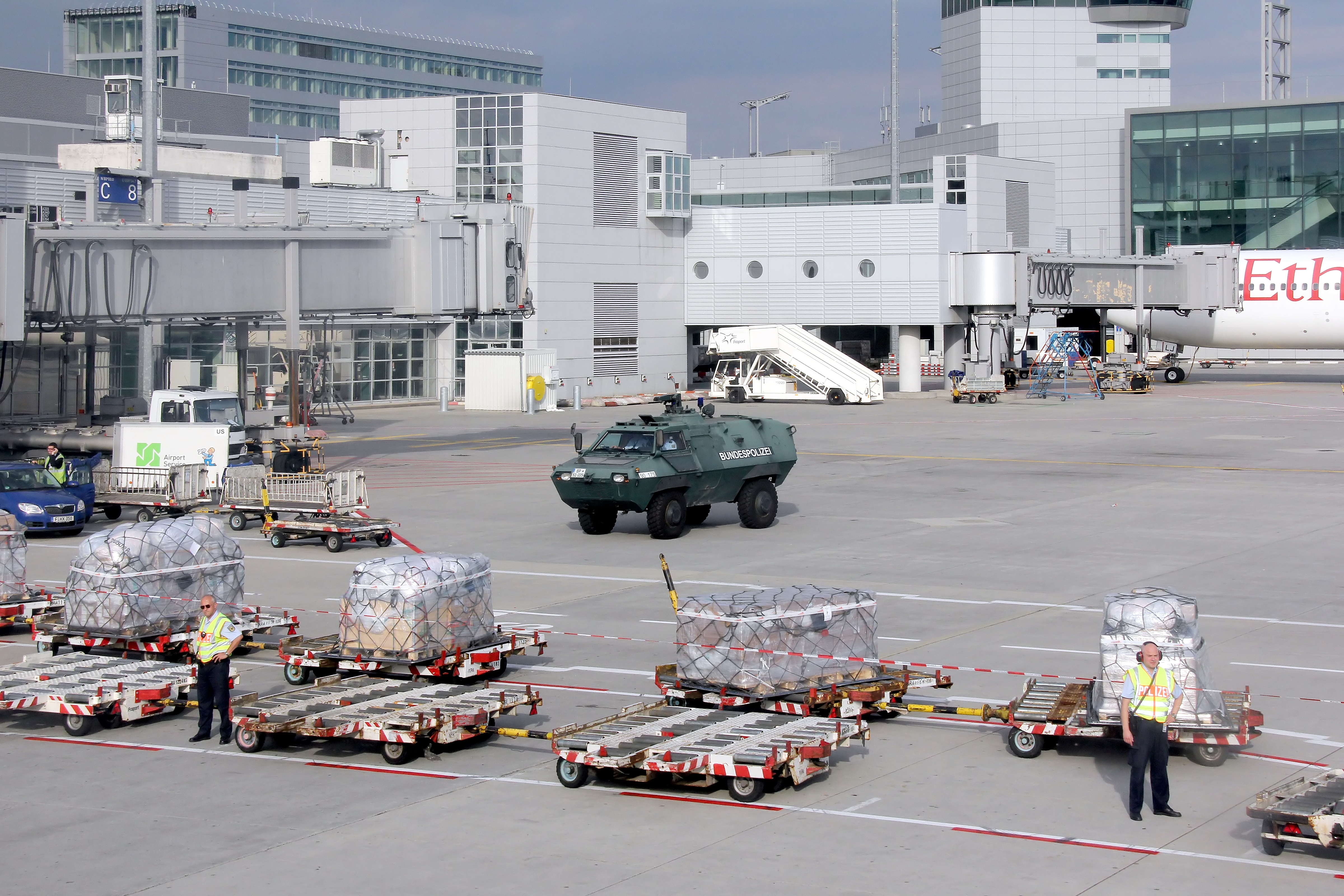
Bewaffnete Bundespolizisten und ein gepanzertes Fahrzeug bewachen ein El-Al-Flugzeug am Frankfurter Flughafen (die Aufnahme erfolgte aus dem Flugzeug heraus)

Passagiere der El Al sind verpflichtet, sich drei Stunden vor Abflug zum Check-in zu melden. Dieser wird von Sicherheitskräften in Zivilbekleidung und bewaffneten Polizisten beziehungsweise Soldaten überwacht. Sie achten auf Gegenstände, die explosive Mittel beinhalten könnten, aber auch auf eventuelles verdächtiges Verhalten der Passagiere. Vor dem Check-in müssen alle Passagiere in einem Interview einen Fragenkatalog beantworten, wodurch trainierte El-Al-Mitarbeiter mögliche Attentäter zu erkennen versuchen. Oft beinhaltet das Interview Fragen nach der Herkunft des Passagiers, welchen Beruf sie ausüben, aber auch ob sie ihr Gepäck selbst gepackt haben. Neben den Antworten wird auch auf das Verhalten des Befragten geachtet. Experten gehen davon aus, dass es einem Attentäter kaum möglich ist, in einer solchen Situation ruhig zu bleiben. An die Befragung schließt sich eine persönliche Kontrolle der Passagiere, ihres Gepäcks und der Reisepapiere an. Dabei werden die Namen auf eventuelle Einträge beim FBI, CSIS, Scotland Yard, Schin Bet und der Interpol geprüft. Das Gepäck wird durchleuchtet und bei Verdacht durchsucht. Einzigartig ist die Methode, wie El Al möglichen Sprengstoff schon am Boden zu erkennen versucht: Das Gepäck wird in einer Dekompressionskammer den im Flug herrschenden Druckverhältnissen ausgesetzt, damit druckabhängige Zünder schon am Boden detonieren. Diese Kontrolle wird auch auf ausländischen Flughäfen von El-Al-Mitarbeitern durchgeführt, wo die Sicherheit durch die jeweilige Regierung oder beauftragte Sicherheitsunternehmen sichergestellt ist.

### In der Luft
An Bord jedes internationalen Fluges der El Al befinden sich versteckt bewaffnete Sicherheitskräfte, so genannte Flugsicherheitsbegleiter. Außerdem sind die meisten Piloten ehemalige Angehörige der israelischen Luftwaffe und somit geschult im Umgang mit Waffen und in der Selbstverteidigung.
Alle Flugzeuge der El Al sind mit einer doppelten Tür zum Cockpit ausgestattet, um nicht berechtigten Personen den Eintritt zu erschweren. Der Zugang zu den Türen ist mit einem Zahlencode gesichert. Die zweite Tür kann nur geöffnet werden, wenn die erste Tür geschlossen wurde und die Person die Erlaubnis des Cockpitpersonals erhält. Als weitere technische Maßnahme ließ El Al die Bodenplatten zwischen Passagier- und Frachtraum verstärken, um das Flugzeug vor großen Schäden, verursacht durch eine Bombenexplosion, zu schützen.
Nachdem eine Maschine der israelischen Charterfluggesellschaft Arkia im Jahr 2002 fast durch zwei infrarotgelenkte Raketen vom Typ Strela-2 abgeschossen wurde, entschloss sich El Al, alle Flugzeuge in der Flotte mit dem Infrarotraketenabwehrsystem Flight Guard (entwickelt durch die Israel Aerospace Industries) auszustatten, das hitzesuchende Lenkwaffen mittels Radar erkennt und mit Täuschkörpern ablenken kann. Obwohl mittlerweile verschiedene Raketenabwehr-Systeme existieren, nutzt keine weitere Fluggesellschaft diese Technologie. Das System wurde von einigen europäischen Staaten, insbesondere der Schweiz, kritisiert und verboten, da ein Abschuss der Täuschungskörper zu einem Brand am Boden führen könnte.

### Kritik
Kritiker bemängeln die Kontrolle der Passagiere nach vermeintlich rassistischen Kriterien und verurteilen diese als eine unfaire, absurde und entwürdigende Behandlung. Befürworter hingegen sehen keinen Rassismus in der Profilerstellung durch die Sicherheitskräfte und meinen, dass die genauere Untersuchung von arabischen Passagieren aus Sicherheitsgründen oft notwendig sei. Um dies zu klären, wurde El Al in einem Zivilprozess am 19. März 2008 vor dem Obersten Gericht Israels angeklagt.
In Ungarn ist die Fluggesellschaft angeklagt, wo das Gericht bemängelt, dass die Kontrolle des Gepäcks der Passagiere nicht im Beisein der Besitzer stattfinde, was gegen das ungarische Gesetz verstößt. Laut diesem dürfen nur befugte Beamte das Gepäck durchsuchen.
In Deutschland stand die Abfertigung von El Al 2009 in der Kritik, weil Schabak-Agenten auf dem Flughafen Berlin-Schönefeld wiederholt Personenkontrollen außerhalb des Check-in-Bereichs vorgenommen haben, die in ihrer Art und Weise nur von deutschen Sicherheitsbehörden im Rahmen der Ausübung hoheitsrechtlicher Befugnisse durchgeführt werden dürfen.
Im Juni 2011 verbot Dänemark israelischem Sicherheitspersonal, wofür El Al zuständig ist, das Tragen von Waffen und die Durchführung spezieller Personenkontrollen. Daraufhin stellte die israelische Luftfahrtgesellschaft Arkia Israeli Airlines den Flugbetrieb mit Dänemark ein.
Der inoffiziellen Praxis, auf Wunsch von ultraorthodoxen jüdischen Männern Frauen umzuplatzieren, wurde nach einer Online-Petition 2014 und einem Boykottaufruf im Juni 2018 ein Ende gemacht. Passagiere, die sich weigern, neben anderen Fluggästen zu sitzen, müssen das Flugzeug nun verlassen. Solche Zwischenfälle hatten lange Verspätungen zur Folge.

## Flugziele

Flugziele der El Al im Dezember 2024

El Al fliegt vom Flughafen Ben Gurion rund 35 Ziele an; diese befinden sich hauptsächlich in Europa. Des Weiteren werden Ziele in Afrika sowie in Nordamerika bedient. Im deutschsprachigen Raum werden Berlin, Frankfurt am Main, Genf, München, Wien und Zürich angeflogen.
Codesharing
Codeshare-Abkommen unterhält El Al mit folgenden Fluggesellschaften:
- Air China
- Air Serbia
- American Airlines
- Ethiopian Airlines
- Iberia
- JetBlue
- S7 Airlines
- South African Airways
- Swiss
- Thai Airways International

## Flotte

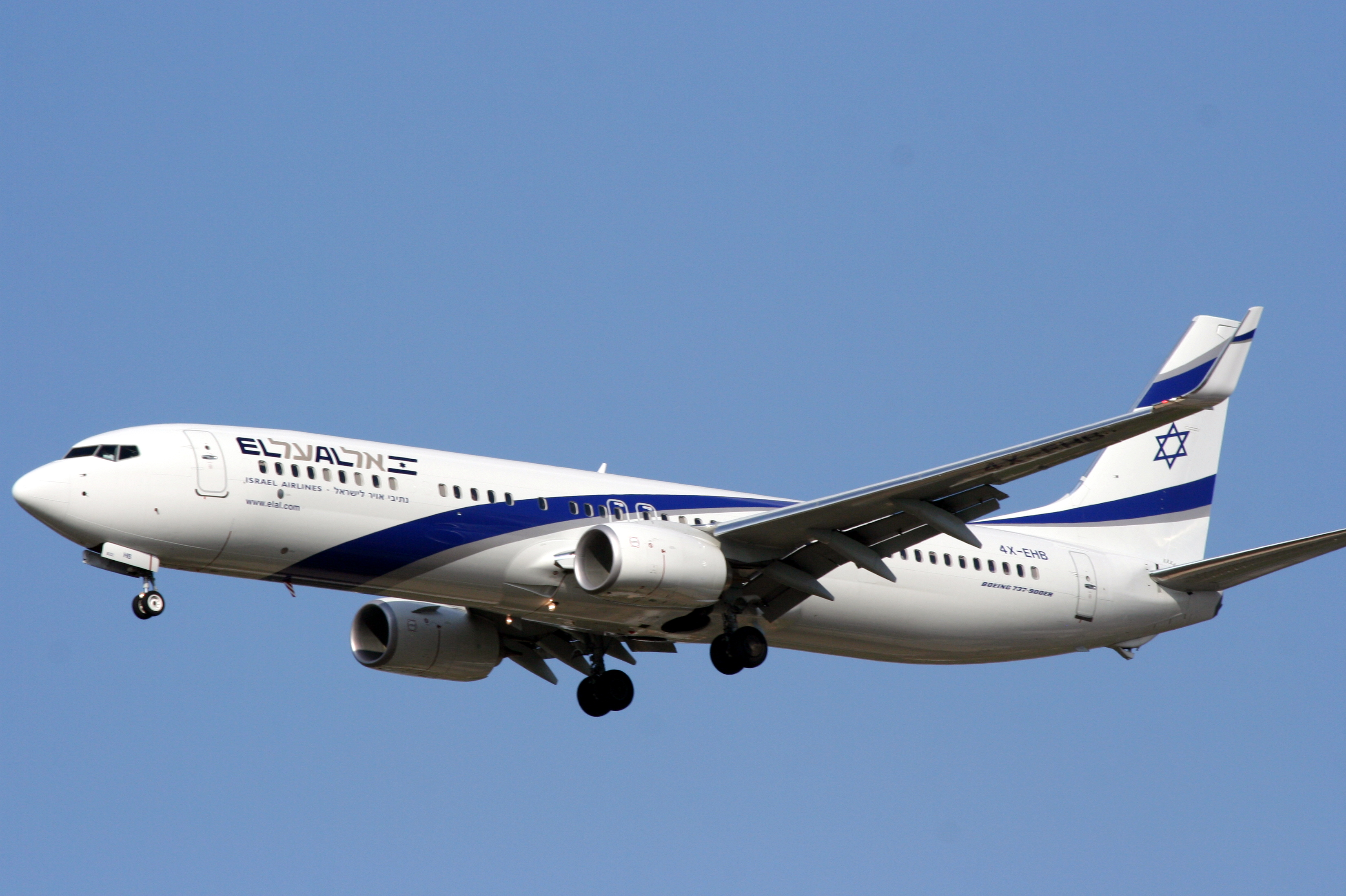
Boeing 737-900ER der El Al

### Aktuelle Flotte
Mit Stand Januar 2025 besteht die Flotte der El Al aus 49 Flugzeugen mit einem Durchschnittsalter von 14,3 Jahren:
| Flugzeugtyp       | Anzahl | bestellt | Anmerkungen                                                           | Sitzplätze (First/Business/Eco+/Eco) | Durchschnittsalter   |
| ----------------- | ------ | -------- | --------------------------------------------------------------------- | ------------------------------------ | -------------------- |
| Boeing 737-800    | 18     |          | eine inaktiv, mit Winglets ausgestattet, eine betrieben für Sun d’Or; | 154 (−/16/−/138) 185 (−/−/−/185)     | 20,8 Jahre           |
| Boeing 737-800BCF | 01     |          | Frachtflugzeug der El Al Cargo                                        | Cargo                                | 20,8 Jahre           |
| Boeing 737-900ER  | 08     |          | mit Winglets ausgestattet                                             | 172 (−/16/−/156)                     | 10,0 Jahre           |
| Boeing 737 MAX    |        | 20       | +11 Optionen, genaue Variante unklar                                  | offen                                | Auslieferung ab 2028 |
| Boeing 777-200ER  | 06     |          | zwei inaktiv                                                          | 279 (6/35/31/207)                    | 21,5 Jahre           |
| Boeing 787-8      | 04     |          |                                                                       | 238 (−/20/35/183)                    | 5,0 Jahre            |
| Boeing 787-9      | 12     | 4        | 1 inaktiv                                                             | 282 (−/38/28/222)                    | 6,3 Jahre            |
| Gesamt            | 49     | 24       |                                                                       |                                      | 14,3 Jahre           |

### Aktuelle Sonderbemalungen
| Flugzeugtyp  | Luftfahrzeugkennzeichen | Bemalung                              | Zeitraum                          | Bild |
| ------------ | ----------------------- | ------------------------------------- | --------------------------------- | ---- |
| Boeing 787-9 | 4X-EDF                  | „70th Anniversary Retro“              | seit August 2018                  |      |
| Boeing 787-9 | 4X-EDM                  | „Jerusalem of Gold/Stand with Israel“ | seit September 2019/Dezember 2023 |      |

### Ehemalige Flugzeugtypen
Zuvor wurden von El Al auch folgende Flugzeugtypen eingesetzt:
- Boeing 707
- Boeing 720
- Boeing 737-200
- Boeing 737-700
- Boeing 747-100
- Boeing 747-200
- Boeing 747-400
- Boeing 747-400F
- Boeing 757-200
- Boeing 767-200
- Boeing 767-200ER
- Boeing 767-300ER
- Bristol Britannia
- Curtiss C-46 Commando
- Douglas DC-3
- Douglas DC-4
- Lockheed Constellation

## Zwischenfälle

### Flugunfälle
Von 1949 bis Mai 2023 kam es bei El Al zu sechs Totalschäden von Flugzeugen. Bei dreien davon kamen insgesamt 103 Menschen ums Leben. Auszüge:
- Am 13. Juni 1949 wurde eine Douglas DC-3 der El Al (Luftfahrzeugkennzeichen 4X-unbekannt) bei der Landung in Kolunda (Israel) irreparabel beschädigt. Alle 10 Insassen, zwei Besatzungsmitglieder und 8 Passagiere, überlebten den Unfall.[55]

- Am 5. Februar 1950 rutschte eine Douglas DC-4 (C-54A) der El Al (4X-ACD) während des Starts auf dem Flughafen Tel Aviv-Lod von der Startbahn und fing Feuer. Alle 50 Insassen überlebten den Vorfall.[56]

- Am 24. November 1951 stürzte eine Douglas DC-4 der El Al (4X-ADN) auf einem Frachtflug von Rom mit Textilien an Bord kurz vor der Landung drei Kilometer nordöstlich des Flughafens Zürich in einen Wald. Es kamen sechs der sieben Besatzungsmitglieder zu Tode.[57]

- Am 27. Juli 1955 wurde eine Lockheed L-149 Constellation (4X-AKC) auf dem Flug von Wien nach Tel Aviv von bulgarischen Kampfflugzeugen abgeschossen. Die El Al-Piloten dachten irrtümlich, sie wären über Skopje, doch die Navigationssysteme zeigten auf Grund eines Gewitters falsche Daten und das Flugzeug befand sich in Wirklichkeit über bulgarischem Staatsgebiet. Durch eine Explosion nach dem Abschuss zerbrach das Flugzeug und stürzte kurz hinter der Grenze nördlich von Petritsch ab. Alle sieben Besatzungsmitglieder und 51 Passagiere kamen ums Leben (siehe auch El-Al-Flug 402).[58]

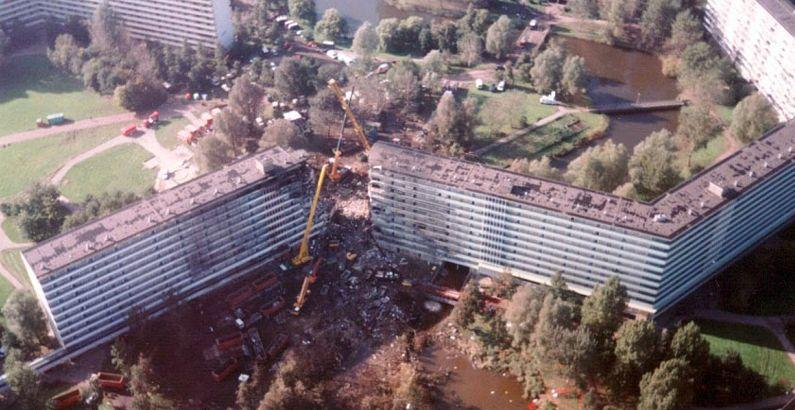
Absturzstelle der Boeing 747-200F aus der Luft fotografiert

- Am 4. Oktober 1992 stürzte eine Boeing 747–200F der El Al (4X-AXG) auf dem Weg von New York über Amsterdam nach Tel Aviv nahe dem Flughafen Amsterdam Schiphol ab. Es kamen vier Besatzungsmitglieder und 39 Personen am Boden zu Tode. Im späteren Verlauf wurde bekannt, dass auch 240 Kilogramm der Chemikalie Dimethylmethylphosphonat (DMMP) an Bord des Flugzeuges waren.[59] Diese Chemikalie wird vor allem als Flammschutzmittel[60] und Kraftstoffadditiv verwendet, ist aber auch Ausgangsstoff bei der Erzeugung des Nervengases Sarin (siehe auch El-Al-Flug 1862).[61]

### Attentate gegen El Al
El Al war in ihrer Geschichte ein häufiges Ziel terroristischer Anschläge und Geiselnahmen, jedoch kam es seit 1985 zu keinem weiteren Vorfall.
- Am 23. Juli 1968 ereignete sich die erste und längste Entführung in der Geschichte der Luftfahrt[62] und die einzige erfolgreiche Entführung in der Geschichte der El Al. Drei Mitglieder der Volksfront zur Befreiung Palästinas kaperten eine Boeing 707 mit 38 Passagieren und zehn Besatzungsmitgliedern auf dem Flug von Rom nach Lod. Die Entführer zwangen die Piloten zum Flug nach Algier in Algerien. Die letzten sieben Besatzungsmitglieder und fünf männliche Passagiere[63] kamen 40 Tage später, am 1. September, gegen die Entlassung von 19 in Israel verurteilten Arabern frei.
- Am 26. Dezember 1968 war wieder die Volksfront zur Befreiung Palästinas für einen Anschlag auf ein El-Al-Flugzeug auf dem Flughafen Athen verantwortlich. Dabei kam ein israelischer Mechaniker ums Leben. Als Vergeltungsschlag von Seiten der israelischen Streitkräfte gilt der nächtliche Angriff am 28. Dezember auf dem Beiruter Flughafen (Libanon). Dabei wurden am Boden insgesamt 14 Flugzeuge zerstört, die den Fluggesellschaften Middle East Airlines, Trans Mediterranean Airways und Lebanese International Airways gehörten.[64]
- Am 18. Februar 1969 griffen am Flughafen Zürich palästinensische Terroristen eine Boeing 720 an, wobei ein Pilot starb. Sicherheitsbeamte erschossen einen Attentäter, die drei anderen wurden verhaftet und in der Schweiz vor Gericht gestellt. Zur Freipressung der Gefangenen wurde später eine Maschine der Swissair entführt.
- Zwischen September und Dezember 1969 kam es zu Anschlägen auf Büros der El Al in Athen, West-Berlin und Brüssel.
- Am 10. Februar 1970 kam es bei einer Zwischenlandung eines El-Al-Linienfluges von München-Riem nach London zu einem Angriff palästinensischer Terroristen. Drei Attentäter drangen in den Transitraum des Flughafens ein. Nach erfolglosen Versuchen, die dort befindliche Crew und Passagiere zu überwältigen, zündeten sie zwei Handgranaten. Ein israelischer Fluggast wurde getötet und neun weitere Personen wurden teilweise schwer verletzt. Die Attentäter wurden im September in den arabischen Raum abgeschoben, ohne weiter strafverfolgt zu werden.[65]
- Am 17. Februar 1970 fielen die drei Palästinenser Ghana Tabr del Hey, William George und Haddi Hassan wegen ihrer ausgebeulten Manteltaschen dem Flugkapitän einer jugoslawischen Maschine auf. Sie wurden daraufhin vom Bundesgrenzschutz verhaftet. Auch sie wollten eine El-Al-Maschine entführen.[66]
- Am 6. September 1970 befand sich eine Boeing 707 mit dem Luftfahrzeugkennzeichen 4X-ATB  auf dem Flug Tel Aviv–New York mit Zwischenlandung in Amsterdam. Nach dem Start vom Flughafen Amsterdam Schiphol kurz vor der Küste Englands versuchten die Palästinenserin Leila Chaled und ihr Komplize Patrick Argüello, das Flugzeug zu entführen. Während sich die Terroristen in Richtung Cockpit begaben, brachte der Pilot das Flugzeug zu einem plötzlichen starken Sinkflug, was die Folge hatte, dass die Terroristen stürzten. In dem darauf folgenden Handgemenge gelang es dem Komplizen, eine Handgranate zu werfen. Kurz darauf erschoss ein Flugsicherheitsbegleiter den Komplizen. Die Handgranate zündete nicht und Leila Chaled wurde überwältigt, so dass die Piloten sicher in London außerplanmäßig landeten. Die Attentäterin konnte dann der lokalen Polizei übergeben werden.[67][68] Einigen Passagieren und Besatzungsmitgliedern gelang es, die Entführer zu überwältigen und in London der Polizei zu übergeben.
- Am 16. August 1972 explodierte eine Bombe, versteckt in einem mobilen Plattenspieler, im hinteren Gepäckraum einer Boeing 707 auf dem Flug Rom–Tel Aviv. Die Maschine konnte trotz eines Lochs im Rumpf sicher in Rom notlanden.
- Am 27. Dezember 1985 verübte ein palästinensisches Terrorkommando einen Anschlag auf dem Flughafen Wien-Schwechat. Drei Terroristen stürmten kurz nach 9 Uhr über die östliche Treppe in die Abflughalle und rollten drei Handgranaten in die Passagierschlange, die an den Schaltern Drei und Vier auf die Abfertigung des El-Al-Flugs warteten. Anschließend schossen sie mit Maschinenpistolen um sich. Die Polizei erwiderte das Feuer. Bei dem Anschlag und dem anschließenden Feuergefecht starben zwei Menschen, 47 weitere wurden verletzt.[69] Unter den Toten war auch einer der Attentäter, seine beiden Komplizen wurden nach einer Verfolgungsjagd auf der Autobahn von der Polizei gestellt. Gleichzeitig verübte eine zweite Terrorgruppe auf dem Flughafen Rom-Fiumicino einen ähnlichen Anschlag, dem 16 Menschen zum Opfer fielen und bei dem 67 verletzt wurden. Die Abu-Nidal-Organisation bekannte sich zu beiden Anschlägen.
- Am 17. April 1986 konnte man einen Anschlag auf dem Flug London–Tel Aviv verhindern, als eine Bombe im Gepäck der irischen Staatsbürgerin Anne Mary Murphy bei der Sicherheitskontrolle gefunden wurde. Es stellte sich heraus, dass diese von ihrem Verlobten Nezar Hindawi dort deponiert wurde. Es gab Hinweise, dass syrische Geheimagenten an dem geplanten Anschlag beteiligt waren; das Vereinigte Königreich beendete die diplomatischen Beziehungen mit Syrien.
- Am 4. Juli 2002 schoss Hesham Mohamed Hadayet, ein aus Ägypten stammender Mann, der 1992 in die USA migriert war und dort den Flüchtlingsstatus beantragt und erhalten hatte, auf sechs Israelis, die in einer Schlange vor dem Ticketschalter auf dem Los Angeles International Airport standen. Zwei von ihnen starben. Eine Sicherheitskraft der El Al erschoss Hadayet.[70] Hadayet unterstützte anti-israelische Ansichten und war gegen die damalige Außenpolitik der USA im Nahen Osten. Das FBI klassifizierte den Anschlag, als einen der wenigen nach dem 11. September 2001 („9/11“), als terroristischen Anschlag.

## Service

### Matmid
Das Vielfliegerprogramm Matmid existiert seit 2004, als die früheren Programme vereint wurden. Matmid beinhaltet fünf verschiedene Ränge: Matmid, Matmid Silver, Matmid Gold, Matmid Platinum und Matmid TOP Platinum. Die gesammelten Punkte können durch die Teilnehmer für Flüge und Hochstufung in eine bessere Kabinenklasse eingelöst werden, aber auch in Vergünstigungen bei der Miete von Autos, Übernachtungen oder beim Einkauf genutzt werden. Außerdem besteht die Möglichkeit, die Punkte für einen guten Zweck zu spenden. Neben der Möglichkeit die Punkte auf den El-Al-Flügen zu sammeln, erhält man auch Punkte bei Partner-Fluggesellschaften, bestimmten Hotels und beim Einkauf mit einer speziellen Kreditkarte. Zu den Partnerfluggesellschaften gehören American Airlines (mit ihrer Regionaltochter American Eagle Airlines), South African Airways, Sun d’Or und Qantas. Auch auf Codeshare-Flügen der El Al und auf Flügen mit Aeroméxico nach Madrid, Miami, New York, Paris und Mexiko-Stadt können Passagiere Punkte für Matmid sammeln.

### King David Lounges
Für Passagiere der höheren Kabinenklassen bietet El Al unter dem Namen King David Lounge auf den fünf Flughäfen Tel Aviv, Paris-Charles de Gaulle, New York City John F. Kennedy International Airport, London-Heathrow und Los Angeles Lounges an. Diese bieten Getränke, kleine Snacks, ausländische sowie israelische Zeitungen und Magazine und an manchen Orten drahtlosen Zugang zum Internet. Auf dem Ben Gurion Flughafen in Tel Aviv befindet sich die Lounge im Terminal 3 und besitzt einen gesonderten Bereich für Passagiere der ersten Klasse, welcher mit Telefon, Duschen und einem Spa-Bereich ausgestattet ist. Der Name King David leitet sich vom König David ab, dem zweiten König Israels.

## Trivia
- 2024 wurde El Al vom Travel-Tech-Unternehmen Air Help als Ergebnis einer Analyse von 109 Fluggesellschaften nach Faktoren wie Kundenzufriedenheit, Pünktlichkeit und dem Umgang mit Entschädigungsforderungen, auf den 105. Platz gereiht und damit zur fünfschlechtesten Fluggesellschaft gekürt.[71]